# 記事

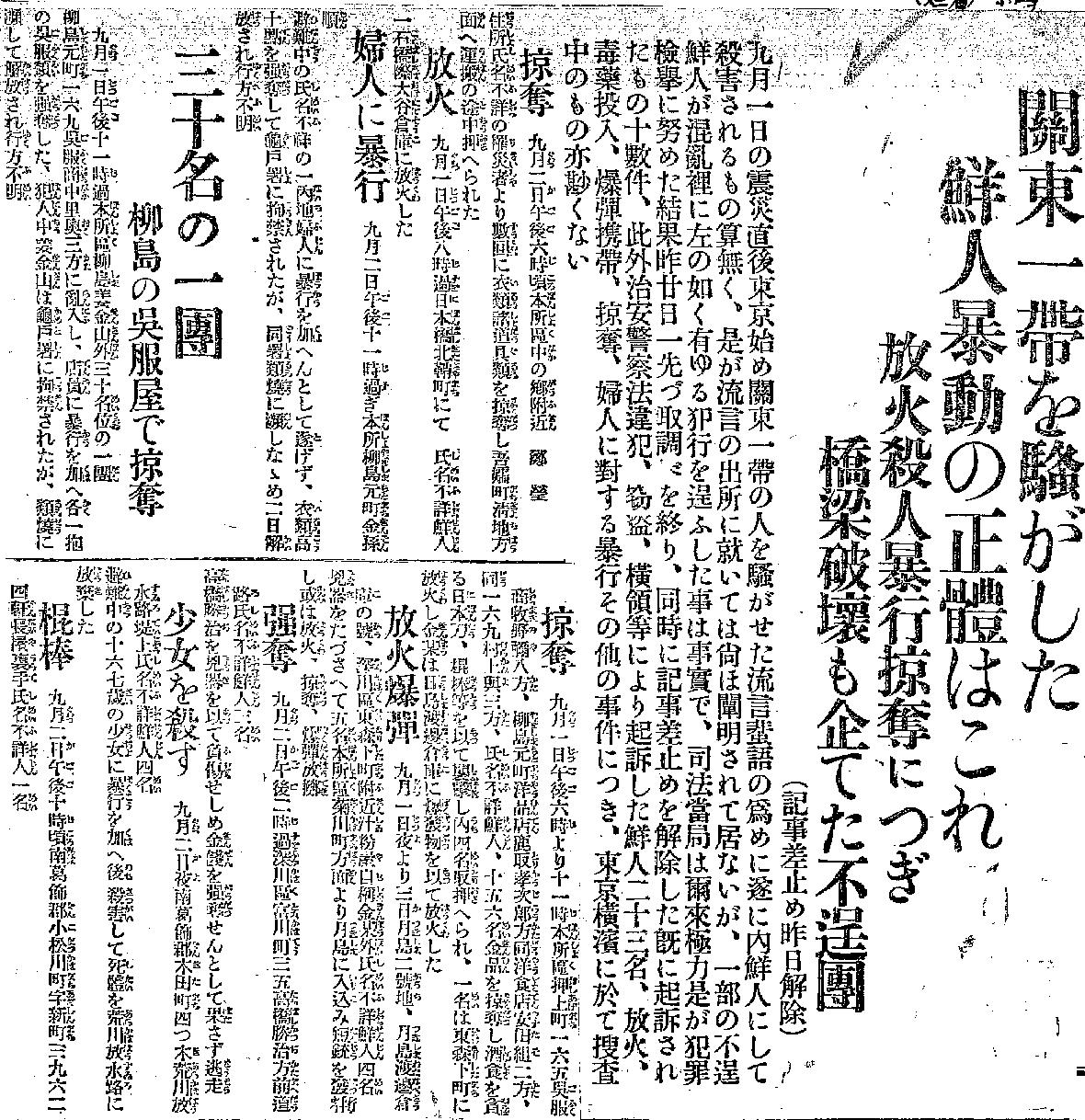
関東大震災後に起こった流言飛語について報じた新聞記事

記事（きじ）とは、現象、存在、状況などを文字からなる単語を組み合わせ、文章で表した事物を伝えるための文章である。

## 概要
記事は、現代社会においては新聞や雑誌、ニュースなどで、社会・政治・経済・スポーツや芸能といった諸々の分野における事件・事故・慶事・訃報（総じて「出来事」）を伝えるものを目にすることができる。
いわゆる5W1Hは、こういった記事を書く上で、最も基本的なスタイルを表す。
Who（誰が） What（何を） When（いつ） Where（どこで） Why（どうして） How（どのように）したのか。
こういった決まり事に忠実な記事は、文章の「読み易さ」（＝理解し易さ）があり、物事を確実かつ端的に伝えることができる。紙面の限られる新聞では、まずこの5W1Hを記述して、その後余った部分に詳しい説明を記述するのである。これによって、必要に応じて記事を切り詰めたりする際に文の終わりから削ることができるようになっている。
なお記事に似たものとして、記述者の意見を交えて事物を解説するコラムがある。コラムは事物そのものの説明からやや枠を広げ、周辺事情の説明も含む。時に記述者の主観的な言説を含む場合もあり、これが不適切だった場合には、それ自体が一つのニュースとして記事になることもある。
その一方で、写真週刊誌だけは少々事情は異なるが、雑誌や書籍では記事に割ける文字数が多いため、上に挙げた5W1Hをやや膨らませ、当事者へのインタビューや関連する情報の提示などを通して記事が形成される。百科事典の記事もこれに近いところがあり、記述者の意見は含まずに事象・事物を様々な側面（視点）から説明する。